# Charente (rivier)
De Charente (Frans: la Charente) is een rivier in het zuidwesten van Frankrijk. Zij ontspringt in Chéronnac en mondt bij Rochefort uit in de Atlantische Oceaan.
De rivier doorkruist vier departementen in de regio Nouvelle-Aquitaine: Haute-Vienne, Vienne, Charente en Charente-Maritime.
Aanvankelijk heeft de rivier een groot verval: 185 meter over 127 km; daarna wordt het verval kleiner en worden brede meanders gevormd. Bij de monding splitst zij in verschillende takken, waartussen eilandjes liggen. De voornaamste zijrivieren zijn de Antenne, de Né, de Coran, de Seugne, de Bramerit, de Boutonne, de Arnoult, de Gère, de Bonnieure, de Touvre en de Tardoire.

## Pont Transbordeur
Vlak bij de monding te Rochefort wordt de rivier overbrugd door de Pont Transbordeur, de transportbrug van Rochefort-Martrou. Hierbij pendelt een gondel opgehangen aan kabels over de rivier heen en weer, zodat de vrije doorvaart voor zeeschepen op weg naar de haven van Rochefort gevrijwaard blijft. Het is de enige nog bestaande en werkende brug van dit type in Frankrijk. De brug, waarvan de afbraak gepland was, werd ondertussen beschermd als monument, en na een recente restauratie terug in werking gesteld zij het enkel voor voetgangers en tweewielers. Het autoverkeer maakt inmiddels gebruik van een nieuwe vaste brugverbinding.
Steden aan de rivier zijn: Civray, Montignac-Charente, Angoulême, Jarnac, Cognac, Saintes, Saint-Savinien, Taillebourg, Soubise, Vergeroux, Tonnay-Charente, en Rochefort